# Комаровский, Александр Николаевич
Алекса́ндр Никола́евич Комаро́вский (7 (20) мая 1906, Санкт-Петербург — 19 ноября 1973, Москва) — советский хозяйственный, государственный и военный деятель, генерал армии (1972), Герой Социалистического Труда (1949). Лауреат Ленинской и Сталинской премий.

## Молодые годы
Родился в семье инженера-гидротехника. Русский. Отец, Николай Александрович, окончил Петербургский институт инженеров путей сообщения, много лет строил шлюзы и плотины на Мариинской водной системе. Остался на службе в ведомстве путей сообщения после Октябрьской революции, во время гражданской войны был переведён в Московско-Окский округ путей сообщения, в связи с чем семья переехала в Москву.
В Москве окончил Московскую опытно-показательную школу имени Ф. Нансена в 1923 году, водный факультет Московского института инженеров транспорта в 1928 году. С 1928 года работал в Московском проектном бюро Свирьстроя, автор проектов нескольких плотин и гидротехнических сооружений. Тогда же занимался изучением влияния льда на гидротехнические сооружения, в начале 1930-х годов издал ряд трудов на эту тему: «Структура и физические свойства ледяного покрова пресных вод», «Действия ледяного покрова на сооружения и борьба с ним», «Зимняя работа затворов гидротехнических сооружений».

## На строительстве Канала им. Москвы и других объектах
В октябре 1931 года был зачислен в органы ОГПУ при СНК СССР и направлен на строительство Канала имени Москвы. Сначала был заведующим сектором проектирования «Москаналстроя», начальником проектного отдела Управления строительства канала, с января 1931 — заместителем начальника технического отдела в этом Управлении. С апреля 1934 года — заместитель начальника работ Южного (Московского) района строительства канала. С мая 1936 года — начальник работ Центрального района канала, с мая 1937 — начальник Управления эксплуатации канала и главный инженер канала. Там проявил себя талантливым инженером, выдающимся организатором работ и принципиальным руководителем. За работу на строительстве канала награждён своей первой наградой — орденом Ленина.
После окончания строительства Канала имени Москвы в сентябре 1937 года назначен первым заместителем главного инженера строительства Куйбышевского гидроузла. Одновременно являлся начальником сектора капитального строительства Народного комиссариата водного транспорта СССР. Изучив объект, пришёл к выводу об ошибочности выбора места строительства из-за неблагоприятных геологических условий. К тому времени строительство уже велось полным ходом, для чего был построен куст лагерей ГУЛАГа на 30 000 заключенных. По этому поводу Комаровский вступил в жёсткий конфликт с начальником строительства С. Я. Жуком. В конечном итоге строительство было остановлено, а в послевоенное время начато в ином месте. Член ВКП(б) с 1939 года.
В мае 1939 года переведён в Народный комиссариат морского флота СССР, назначен заместителем народного комиссара морского флота СССР по строительству и механизации портов. С декабря 1939 года — заместитель народного комиссара по строительству СССР и начальник Главного управления спецгидростроительства. Отвечал за строительство военно-морских баз и гидротехнических сооружений.

## Великая Отечественная война
В первые дни войны назначен начальником управления по строительству оборонительных сооружений Главного управления оборонительных работ (ГУОБР) НКВД СССР. 5 августа 1941 года бригадный инженер Комаровский назначен начальником 5-го управления оборонительных работ, выполнявшего задачи по строительству оборонительных рубежей для Южного и Юго-Западного фронтов. Основные силы управления были направлены на строительство оборонительных рубежей под Харьковом. В октябре 1941 года на базе управления была сформирована 5-я сапёрная армия во главе с Комаровским, которая направлена на строительство Сталинградского оборонительного обвода.
22 января 1942 года было подписано Постановление Государственного Комитета Обороны «О передаче материальных ресурсов и строительных организаций со строительства Сталинградских рубежей на строительство Бакальского завода (Челябинская обл.).», согласно которому на базе части войск 5-й сапёрной армии было сформировано управление строительства Бакалстроя — создание завода высококачественных сталей в районе Челябинска. Бакалстрой стал началом Челябинского металлургического завода. С Комаровским в Челябинск на першинскую площадку прибыла группа сотрудников НКВД, 10-15 человек, занимавших в 5-й сапёрной армии различные должности, и составившие костяк оперативно-чекистского отдела управления ИТЛ и строительства Бакальского металлургического комбината/Челябметаллургстроя НКВД СССР. Начав строительство в окрестностях Челябинска на Першинской площадке с колышка в поле, Комаровский силами трудмобилизованных немцев добился уже 19 апреля 1943 года первой плавки Челябинского металлургического завода.
По данным документальной книги советского немца Герхарда Вольтера «Зона полного покоя», должность Комаровского называлась «Начальник Управления строительства БМК НКВД СССР». Согласно постановлению ГКО СССР от 22 января 1942 года № 1181сс, подписанного И. В. Сталиным, А. Н. Комаровский был назначен «начальником Бакалстроя НКВД» с освобождением его от работы в ГУОПРе и Наркомстрое. С 13 августа 1942 года Бакалстрой был преобразован в Челябметаллургстрой НКВД СССР. Под его началом на стройке работало в 1944 году свыше 44 000 человек. При этом вольнонаёмные составляли малую часть строителей.
С 29 апреля 1944 года — начальник Закавказметаллургстроя НКВД СССР (строительство Закавказского металлургического комбината в Рустави), Грузинская ССР.
С мая 1944 года начальник Главного управления лагерей промышленного строительства НКВД СССР (Главпромстрой НКВД СССР).

## Послевоенное время

Могила А. Н. Комаровского на Новодевичьем кладбище.

В первые послевоенные годы на посту начальника Главного управления лагерей промышленного строительства НКВД генерал Комаровский отвечал за строительство особо важных объектов, выполнявшееся силами заключённых ГУЛАГ. Так, в 1948—1953 годах возглавлял строительство комплекса зданий Московского государственного университета имени М. В. Ломоносова, в том числе Главного здания МГУ.
С ноября 1951 года — начальник Главного управления лагерей по строительству нефтеперерабатывающих заводов и предприятий искусственного жидкого топлива МВД СССР (Главспецнефтестрой МВД СССР). С июля 1952 года — вновь начальник Главного управления лагерей промышленного строительства МВД СССР.
Но главным направлением деятельности Комаровского с 1945 года было строительство объектов для «атомного проекта» СССР.
С начала строительства завода № 817 (современный комбинат «Маяк») Комаровский привлекался к решениям вопросов снабжения в составе комиссии при инженерно-техническом совете Специального комитета.
20 сентября железнодорожное снабжение строительства предприятия было поручено Б. Н. Арутюнову, А. Н. Комаровскому и Н. А. Борисову.
С марта 1953 года являлся начальником Главпромстроя (ведомство по строительству объектов атомной промышленности, которое несколько раз меняло подчинение: в марте 1953 — Министерству среднего машиностроения СССР, в марте 1954 — МВД СССР. С 1955 года одновременно занимал должность заместителя Министра среднего машиностроения СССР по строительству. В частности, под руководством Комаровского были построены первая советская атомная электростанция, комбинат «Маяк», центр атомной промышленности Челябинск-40 и многие другие объекты. С Комаровским на строительстве объектов атомной отрасли работали Я. Д. Рапопорт, С. Н. Круглов, строительством занимались В. А. Сапрыкин, Д. К. Семичастный и другие.
За заслуги в строительстве объектов для создания первой советской атомной бомбы указом от 29 октября 1949 года Комаровскому было присвоено звание Героя Социалистического Труда.
С 26 ноября 1963 года до конца жизни — заместитель Министра обороны СССР по строительству и расквартированию войск. Одновременно с 1958 года до конца жизни — заведующий кафедрой Московского инженерно-строительного института имени Куйбышева, а в МИФИ читал курс по строительству ядерных установок. За последние 10 лет жизни быстро вырос в воинских званиях (до этого 20 лет был генерал-майором).
Депутат ВС СССР 8-го созыва (1970—1973). Жил в Москве. Похоронен на Новодевичьем кладбище.

## Воинские звания
- военинженер 1 ранга (28.06.1938)
- бригинженер (1939)
- генерал-майор инженерно-технической службы (22.02.1943)
- генерал-лейтенант инженерно-технической службы (22.02.1963)
- генерал-полковник инженерно-технической службы (10.06.1965)
- генерал армии (2.11.1972)

## Награды и звания

### Награды СССР
- Герой Социалистического Труда (29.10.1949);
- Семь орденов Ленина (14.07.1937, 29.04.1943, 16.05.1945, 29.10.1949, 11.09.1956, 07.03.1962, 19.05.1966);
- Два ордена Красного Знамени (21.02.1942, 30.12.1956);
- Орден Отечественной войны 1-й степени (27.02.1946);
- Два ордена Красной Звезды (30.01.1951, 22.02.1968);
- Медаль «За отвагу» (07.03.1962);
- Медаль «За боевые заслуги» (03.11.1944);
- Медаль «За оборону Сталинграда»;
- Ряд других медалей.

### Иностранные награды
- Орден Сухэ-Батора (МНР, 18.01.1969)
- Командорский крест ордена Возрождения Польши со звездой (ПНР)
- Офицерский крест ордена Возрождения Польши (ПНР, 6.10.1973)
- Медаль «Братство по оружию» (ПНР)
- Медаль «30 лет Халхин-Гольской Победы» (МНР, 1969)
- Медаль «50 лет Монгольской Народной Армии» (МНР, 15.03.1971)
- Медаль «50 лет Монгольской Народной Революции» (МНР, 16.12.1971)
- Медаль «25 лет Болгарской народной армии» (НРБ, 1968)
- Медаль «За укрепление дружбы по оружию» в золоте (ЧССР)

### Звания
- Ленинская премия СССР (1968)
- Сталинская премия (1951)
- доктор технических наук (1956)
- профессор (1958)

## Память

Аннотационная доска на ул. Комаровского, 7 (Челябинск)

- В 2006 году Министерством обороны РФ учреждена ведомственная медаль «Генерал армии Комаровский».
- Имя присвоено улице в Металлургическом районе Челябинска.
- Постановлением Совета Министров СССР от 25 декабря 1973 года имя присвоено Ленинградскому высшему военному инженерно-строительному Краснознамённому училищу — ныне ВИТУ.
- В Челябинском металлургическом техникуме создан мемориальный музей Комаровского.
- В Москве на фасаде дома по улице Сивцев Вражек, где жил Комаровский, открыта мемориальная доска (2006).
- В 2020 году в Парке «Патриот» (Кубинка, Московская область) в экспозиции Военно-строительного комплекса установлен памятник Комаровскому.

## Сочинения
- Организация работ на строительстве Московского государственного университета имени М. В. Ломоносова. — М., 1958;
- Подготовительные работы на крупных строительствах. — М.—Л., 1959;
- Строительные конструкции ускорителей. — Изд. 2-е. — М., 1961;
- Предварительно напряженный железобетон в строительстве ядерных установок. — М., 1968;
- Проектирование и строительство ядерных установок. — М., 1962;
- Панельное и крупноблочное строительство промышленных и энергетических объектов. — Изд. 2-е. — М., 1970;
- А. Н. Комаровский. Записки строителя. — М.: Ордена Трудового Красного знамени военное издательство министерства Обороны СССР, 1972. — 264 с. — 100 000 экз.
- Применение атомной энергии в народном хозяйстве. — М., 1973;